# Филър
Филър (на английски: Filer) е град в окръг Туин Фолс, щата Айдахо, САЩ. Филър е с население от 1620 жители (2000) и обща площ от 2,1 km². Намира се на 1148 m надморска височина. ЗИП кодът му е 83328, а телефонният му код е 208.